# Lulu Wang (författare)
Lulu Wang (kinesiska: 王露露?, pinyin: Wáng Lùlù) född i Beijing den 22 december 1960, är en kinesisk-nederländsk författare bosatt i Nederländerna. När hon var 18 år gammal började hon studera engelska vid Pekinguniversitetet. Vid 25 års ålder flyttade hon till Nederländerna där hon bosatte sig. Hennes debutroman Näckrosteatern som handlar om en tonårsflickas uppväxt under kulturrevolutionen kom ut 1997 och har sålts i över 800 000 exemplar i Nederländerna. 1998 fick hon litteraturpriset Gouden Ezelsoor för bästsäljande debut (då 135 000 sålda böcker) samt det internationella litteraturpriset Nonino Prijs. Hennes böcker har sålts i över 1,4 miljoner exemplar världen över.